# 浮谷
浮谷（うきや）は、埼玉県さいたま市岩槻区の大字。郵便番号は339-0037。

## 地理
岩槻区中央部の大宮台地（岩槻支台）上に所在し、西部は綾瀬川沿いの沖積平野が樹枝状に入り組み起伏がある。地区の東側で南下新井や黒谷に、南側で笹久保に、西側で横根に、北側で柏崎や真福寺に隣接する。南部の笹久保との境界付近に大字横根の飛地が複数ある。地内の全域が市街化調整区域の農業地域である。地区の北側、さいたま市立城南小学校付近に大字浮谷の飛地が存在する。
縄文時代前期の遺跡である浮谷貝塚が地内に存在する（埼玉県の貝塚の一覧も参照）。

## 歴史
もとは江戸期より存在した武蔵国埼玉郡岩槻領に属する浮谷村であった。古くは箕輪郷騎西荘に属していたと云われている。村高は正保年間の『武蔵国田園簿』では878石余（田506石余、畑372町余）、『元禄郷帳』では880石余、『天保郷帳』では883石余であった。村の規模は東西、南北とも14、5町で、化政期の世帯数は不詳であるが、1680年（延宝8年）では世帯数58軒で人口289人であった。綾瀬川右岸側に位置する宮下村（現在の見沼区の東宮下）に飛地を領していた。
- 初めは岩槻藩領、1756年（宝暦6年）より幕府領となる[6]。なお、検地は1632年（寛永9年）に実施。
- 1871年（明治4年）11月13日 - 第1次府県統合により埼玉県の管轄となる。
- 1879年（明治12年）3月17日 - 郡区町村編制法により成立した南埼玉郡に属す。郡役所は岩槻町に設置。
- 1889年（明治22年）4月1日 - 町村制施行にり、加倉村・柏崎村・横根村・谷下村・浮谷村・真福寺村が合併し、柏崎村が成立。柏崎村の大字浮谷となる。
- 1928年（昭和3年）12月25日 - 武州鉄道の岩槻駅 - 武州大門駅間が延伸開業、地区内に浮谷駅が開設される。
- 1938年（昭和13年）9月3日 - 武州鉄道が廃止される。
- 1954年（昭和29年）
  - 5月3日 - 岩槻町・柏崎村・新和村・和土村・川通村・河合村・慈恩寺村が合併し、岩槻町が成立[8]。同町の大字となる。
  - 7月1日 - 岩槻町が市制を施行し、岩槻市となる[8]。同市の大字となる。
- 1970年（昭和45年）3月 - 地区の北西部を通る国道122号の岩槻鳩ヶ谷バイパスが開通する。
- 1972年（昭和47年）11月13日 - 地区の北西部を通る東北自動車道が開通する。
- 1994年（平成6年） - 地内に目白大学の岩槻キャンパス（現・さいたま岩槻キャンパス）が開設される[9]。
- 2005年（平成17年）4月1日 - 岩槻市がさいたま市に編入合併され、さいたま市岩槻区の大字となる。

### 小字
- 松葉・石神・八幡・捻橋・寺家・観音・原・川際[10]

## 世帯数と人口
2019年（平成31年）1月1日時点の世帯数と人口は以下の通りである。
| 大字 | 世帯数  | 人口    |
| ---- | ------- | ------- |
| 浮谷 | 588世帯 | 1,323人 |

## 小・中学校の学区
市立小・中学校に通う場合、学区（校区）は以下の通りとなる。
| 番地     | 小学校                 | 中学校                 |
| -------- | ---------------------- | ---------------------- |
| 1 - 2811 | さいたま市立柏崎小学校 | さいたま市立柏陽中学校 |
| 2812以降 | さいたま市立城南小学校 | さいたま市立柏陽中学校 |

## 交通
現時点で鉄道は敷設されていないが、地区内に埼玉高速鉄道線の延伸が計画されており、岩槻駅と浦和美園駅の中間地点の目白大学付近に新駅を設置し、新たな街づくりを行う計画がある。なお、かつては武州鉄道の浮谷駅が所在していた。目白大学に至る南北の道が線路跡に該当する。

### 道路
- 東北自動車道 - 地区の北西部でかすめる。
- 国道122号（岩槻鳩ヶ谷バイパス） - 同上
- 埼玉県道324号蒲生岩槻線

## 施設
- 目白大学さいたま岩槻キャンパス（一部）
- 市営浮谷住宅[4] - 建て替え事業が行われており、黒谷住宅を集約する。
- 浮谷公民館
- 浮谷神社
- 常福寺 - 市文化財の常福寺二十一仏板碑がある[4][14]。
- 西光院
- 磊楽甲世人形彫刻美術館